# ロッカセッカ
ロッカセッカ（伊: Roccasecca）は、イタリア共和国ラツィオ州フロジノーネ県にある、人口約6,700人の基礎自治体（コムーネ）。
中世の神学者で、カトリック教会などで聖人として崇敬されているトマス・アクィナスの出生地である（「アクィナス」は、南に8kmほど離れたアクイーノにちなんでいる）。

## 地理

### 位置・広がり
フロジノーネ県の中部に位置するコムーネ。カッシーノから西北西へ15km、県都フロジノーネから東南東へ29km、ローマから東南東へ105kmの距離にある。

#### 隣接コムーネ
隣接するコムーネは以下の通り。
- カストロチェーロ
- コルフェリーチェ
- コッレ・サン・マーニョ
- ポンテコルヴォ
- ロッカ・ダルチェ
- サン・ジョヴァンニ・インカーリコ
- サントパードレ

### 気候分類・地震分類
ロッカセッカにおけるイタリアの気候分類 (it) および度日は、zona D, 1589 GGである。
また、イタリアの地震リスク階級 (it) では、zona 2A (sismicità media) に分類される。

## 行政

### 山岳部共同体
広域行政組織である山岳部共同体「ヴァッレ・デル・リーリ山岳部共同体」 (it:Comunità montana Valle del Liri) （事務所所在地: アルチェ）を構成するコムーネの一つである。

### 分離集落
ロッカセッカには、以下の分離集落（フラツィオーネ）がある。
- Antera, Campo del Medico, Caprile, Castello, Colle Iannozzo, Roccasecca Scalo, San Vito, Scolpeto, Torretta

## 人物

### 著名な出身者
- トマス・アクィナス - 13世紀の神学者・教会博士。カトリック教会・聖公会の聖人。
- セヴェリーノ・ガッゼローニ - フルート奏者